# Digital Video Library
DVL (ang. Digital Video Library – cyfrowa biblioteka wideo) – jest to zaawansowana multimedialna baza danych, ze skrótami ułatwiającymi wybór filmu oraz z wbudowanymi mechanizmami ułatwiającymi przeglądanie treści biblioteki. Korzystać z niej może wielu klientów jednocześnie, używających wiele łączy dostępowych.

## Architektura cyfrowej biblioteki wideo
Cyfrowa biblioteka wideo może zawierać wiele komponentów o różnych charakterach, np. szkoleniowym bądź archiwalnym. Składowanie treści w takiej bibliotece ma ścisły schemat postępowania przy jej budowie. Sercem każdego systemu jest serwer danych. Jego głównym zadaniem jest przechowywanie cyfrowych plików wideo oraz udostępnianie ich klientom. Serwer taki zawiera wbudowane mechanizmy QoS. Każda sekwencja wizyjna dodawana do DVL musi przejść w pierwszym kroku kompresje aby zmniejszyć wielkość pliku bądź całego zbioru. W tym celu wykorzystywane są systemy kompresji obrazu. Następnie cała treść naszej biblioteki jest poddawana segmentacji, streszczeniu oraz katalogowaniu. W procesach tych dokonywany jest podział całego zbioru na określone części, które są jednakowe pod względem wybranych właściwości oraz stworzenie streszczenia długiej treści. Digital Video Library pracuje na dwóch szczeblach hierarchicznej struktury, składającej się z kategorii (najwyższego poziomu) oraz podkategorii (na niższym poziomie). Kategoria danych wraz z innymi informacjami pozwoli skutecznie przeszukiwać bibliotekę wideo. Dodatkowe informacje przechowywane w bazie danych zawierają np. umowę licencyjną, długość filmu czy dane techniczne.
Najważniejszymi informacjami katalogu filmu są:
- tytuł filmu
- autor
- do kogo należy dana kategoria bądź podkategoria
- słowa kluczowe
- status filmu (dostępny / niedostępny)
- wskaźnik opisu filmu (tekst / hipertext)

Prawidłowo przeprowadzona segmentacja oraz streszczenie jest bardzo ważnym czynnikiem, który ułatwia użytkownikowi korzystającemu z cyfrowej biblioteki wideo odnalezienie interesującej go treści. DVL zyskują coraz większe znaczenie na rynku usług teleinformatycznych. Mogą być wykorzystywane we wszystkich dziedzinach. Modułowość aplikacji pozwala na łatwe dostosowanie do różnych zastosowań. Dla biur podróży bądź hoteli mogą one być wykorzystane dla podniesienia jakości usług wzbogacone o cyfrowe sekwencje wideo, przedstawiające atrakcje turystyczne krajów lub miast proponowane przez agentów biur podróży.

## Najpopularniejsze generacje kodeków wizyjnych
- Generacja zerowa (generacja kompresji wewnątrz klatkowej)
- M-JPEG
- M-JPEG2000

- Druga generacja
- MPEG-1

- Trzecia generacja
- MPEG-2
- MPEG-4

- Czwarta generacja
- H.264/AVC

- Kodeki niestandaryzowane
- RealVideo
- Windows Media 9/VC1